# Авіський орден
Аві́ський о́рден (порт. Ordem de Avis) — у ХІІ–XVIII століттях католицький лицарський орден у Португалії. Постав на основі братства португальських лицарів для захисту міста Евора від мусульман у ході Реконкісти. Базувався на статуті святого Бенедикта, названий на честь цього святого. Мав резиденцію в Авіському замку у провінції Алентежу. Перебував під егідою португальських монархів. Очолювався великим магістром (у 1213—1385 роках підпорядковувався великим магістрам Калатравського ордену), а з 1550 року — португальським королям, що носив титул магістра. 1385 року великий магістр ордену Жуан Авіський дав початок новій королівській Авіській династії (1385—1580). Членство в ордені вважалося дуже престижним серед португальської шляхти. Мав багаті землеволодіння в країні. 1789 року секуляризований, став військовим почесним орденом. Розпущений 1834 року після перемоги лібералів у Громадянській війні. 1917 року на згадку про орден створена державна нагорода.

## Назва
- Авіський орден — сучасна скорочена назва.
- Еворські брати святої Марії (порт. Freires de Évora), або Еворська міліція (порт. Milícia de Évora) — первісна назва 1146 року.
- Авіський орден святого Бенедикта (порт. Ordem de São Bento de Avis) — назва у 1250—1789 роках.
- Авіський королівський військовий орден (порт. Ordem Real Militar de Avis) — назва у 1789—1910 роках, після секуляризації.

## Історія

### Еворське братство

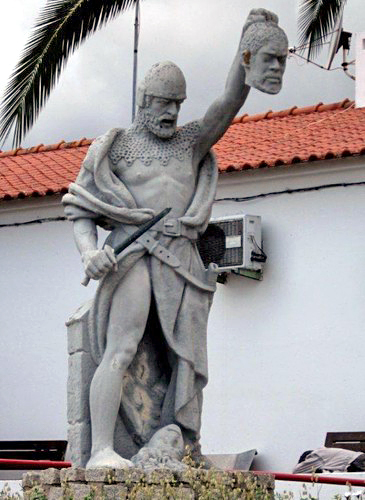
Жералду Безстрашний з головою мавра (Евора, Португалія).

Авіський орден походить від хрестоносців-тамплієрів. 1128 року португальська графиня Тереза Леонська запросила їх до свого графства з метою захисту від мусульманської агресії. 1129 року відбувся Труаський собор, на якому керівництво Католицької церкви офіційно визнало тамплієрів Орденом. На теренах Португалії він став важливим чинником у ході Реконкісти. Більшість хрестоносців, які не були в Ордені, поверталися до своїх домівок після виконання тимчасових обітниць. Натомість тамплієри, подібно до членів чернечих орденів, складали довічну обіцянку Богові боротися проти невірних.
Датою заснування Авіського ордену вважається 1146 рік, коли у звільненому від маврів місті Евора була створена так звана Еворська міліція. До неї увійшла частина тамплієрів, лицарі-обітники і ченці. Організація отримала назву Еворського братства святої Марії. Португальський король Афонсу І доручив їй захист Евори. Першим магістром цього братства-ордену став інфант Педру, звідний брат короля, позашлюбний син його батька Генріха Бургундського.
1162 року, під керівництвом цисетеріанського абата Жуана Зіріту, еворці прийняли статут святого Бенедикта і стали називатися еворськими лицарями святого Бенедикта. Так само як кастильські хрестоносці Калатравського ордену, португальські вояки Авіського ордену запозичили у цистеріанців дисциплінарні практики та одяг — білий плащ із зеленим лілійним хрестом.
Калатравський орден передав частину своїх резиденцій Еворському ордену в Португалії на умовах, що авіські лицарі будуть підпорядковуватися великому магістру Калатрави. Через це кастильські хрестоносці вважали еворців своєю дочірньою гілкою в Португалії. Проте де-факто останні завжди мали власного самоврядного магістра, який у деяких питаннях, пов'язаних зі світським майном, залежав від португальського монарха.

### Авіш

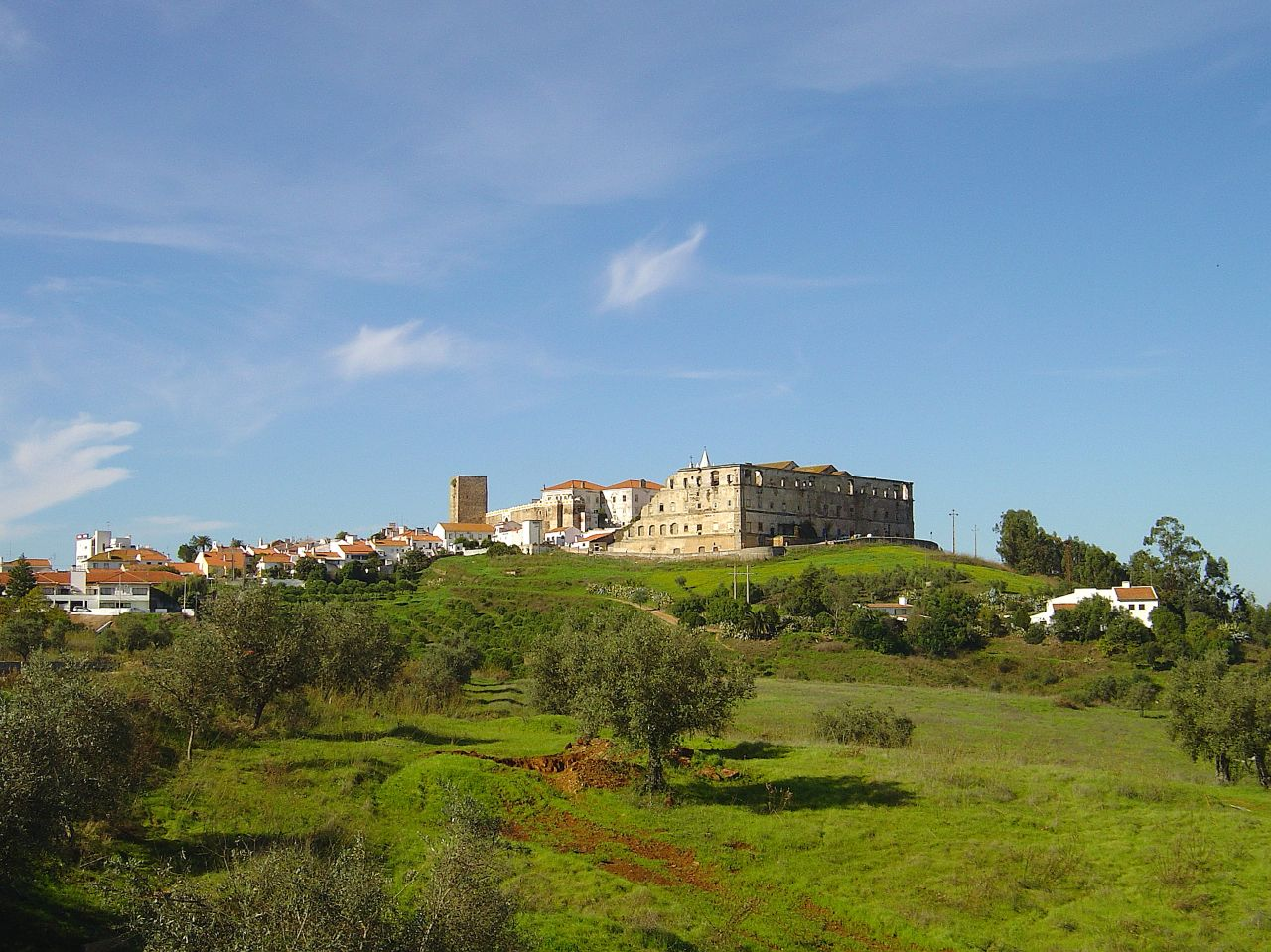
Руїни Авіського замку і монастиря святого Бенедикта в Авіші.

1211 року король Афонсу ІІ жалував еворським лицарям під проводом магістра Фернанду Анеша землі у провінції Алентежу. 1214 року вони переїхали туди й заснували містечко Авіш. Протягом 1214–1233 років еворці збудували Авіський замок, куди перенесли резиденцію магістра. Відтоді братство стало називатися Авіським орденом.
Зі смертю короля Фернанду I в 1383 році у Португалії спалахнула династична криза, яка призвела до війни з Кастилією. Вона поглибила протистояння між Авіським і Калатравським орденами. 1385 року новий король Жуан I, що був великим магістром Авіського ордену, заборонив авіським лицарям визнавати верховенство кастильців. Так, коли калатравський візитатор Гонсалво де Гузман прибув до Авіського замку, місцеві лицарі шанобливо прийняли його, але відмовилися визнавати своїм суперіором. Португальська корона проігнорувала протести Гузмана й питання юрисдикції Авіського ордену залишалося невирішеним. 1431 року на Базельському соборі португальська сторона була визнана неправою. Тим не менш, калатравські лицарі ніколи не могли реалізувати своїх прав у Португалії, й авісці залишалися під командуванням власного магістра Родрігу.
Після визволення Португалії від мусульманської окупації місія місцевих чернечо-лицарських здавалася завершеною. Проте португальські дослідження Атлантики і Африки, що дали початок Добі великих географічних відкриттів, відкрили перед Авіським орденом нові перспективи. Авіські лицарі брали участь у хрестових походах до Марокко, санкціонованих Римом, — завоюванні Сеути 1415 року і Танжерському поході 1437 року. Під час останнього до марокканському полону потрапив адміністратор ордену, інфант Фернанду. Він загинув у ворожій в'язниці й став вшановуватися португальцями як блаженний.

### Занепад

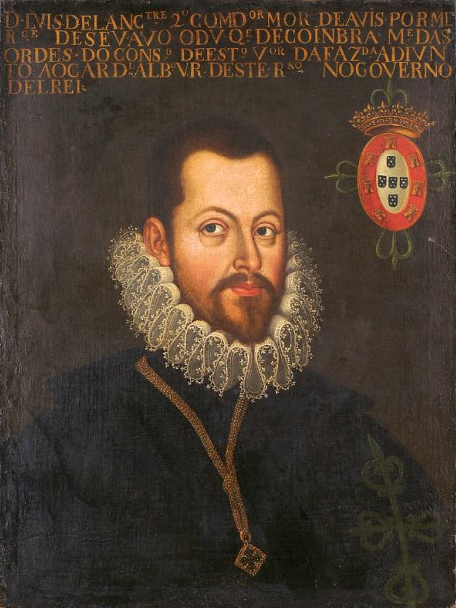
Луїш Ланкаштре (1540—1613), старший командор Авіського ордену

З відкриттям шляху до Індії, який став приносити португальській короні надприбутки, африканські військові кампанії набули меркантильних форм. Папські булли вульгарно використовувалися як знаряддя для заробляння грошей. 1551 року титул великого магістра Авіського ордену був назавжди приєднаний до королівського. Таким чином корона отримала прямий доступ до орденських фінансів. Багатства Авіського ордену поступалися багатствам Ордену Христа, але уряд використовував їх для нагородження службовців армії та флоту. Авіські лицарі поступово втратили релігійний запал і стали вести світський спосіб життя, залишивши братів-кліриків у монастирях.
1502 року папа Олександр VI звільнив братів-лицарів від обітниці целібату, аби покінчити з їхніми сексуальними скандалами й численними коханками. 1551 року папа Юлій III дозволив їм мати власне майно, звільнивши від чернечої обітниці бідності. 1604 року королівський декрет офіційно закріпив право носити орденський плащ лише за представниками португальського нобілітету.
1 серпня 1789 року королева Марія І намагалася реформувати Авіський орден, повернувши його до релігійного життя. Її підтримував Святий Престол в особі папи Пія VI. Всупереч спробам, реформування закінчилося безрезультатно. Врешті-решт, 1834 року, внаслідок перемоги у Громадянській війні ліберально-антиклерикальної партії під проводом короля Педру IV, Авіський орден розпустили урядовим декретом.

## Голови

### Магістри
- 1162—1176: Педру Афонсу
- 1176—1195: Гонсалу Вієгаш
- 1195—1217: Фернанду Анеш
- 1357—1362: Мартін де Авелар
- 1364—1385: Жуан Авіський, зійшов на королівський трон як Жуан І.

### Адміністратори
- 1434—1443: Фернанду Блаженний, інфант, син короля Жуана I.
- 1495—1550: Жорже де Ленкаштре, інфант, бастард короля Жуана ІІ

## Битви
- 1195: битва при Аларкосі
- 1415: завоювання Сеути
- 1437: Танжерський похід

## Хрест

Старий (до XVI ст.)
Новий
Герб Португалії (1385)
Перейри